# Synchlora irregularia
Synchlora irregularia là một loài bướm đêm trong họ Geometridae.